# Estonie au Concours Eurovision de la chanson
L'Estonie participe au Concours Eurovision de la chanson, depuis sa trente-neuvième édition, en 1994, et l'a remporté une seule fois, en 2001 avec la chanson Everybody, interprété par Tanel Padar,Dave Benton et 2XL (maintenant nommé Soul Militia).

## Débuts
Le pays fit sa première tentative pour participer au concours, en 1993. Cette année-là, à la suite de la chute du Rideau de fer et à la dislocation de la Yougoslavie, l’UER élargit le nombre maximum de pays participants, le faisant passer de vingt-trois à vingt-cinq. Mais seuls les vingt-deux pays ayant participé à l’édition 1992 du concours obtinrent d’emblée une place en finale.  L’UER décida que les trois dernières places seraient attribuées via une présélection, qui serait organisée par la télévision publique slovène : Kvalifikacija za Millstreet.
Kvalifikacija za Millstreet (en français : Qualification pour Millstreet) détient la particularité d’avoir été la toute première présélection de l’histoire du concours. Elle se déroula le samedi 3 avril 1993, à Ljubljana, en Slovénie. Sept pays y participèrent : la Bosnie-Herzégovine, la Croatie, l’Estonie, la Hongrie, la Roumanie, la Slovaquie et la Slovénie. 
Finalement, seules la Bosnie-Herzégovine, la Croatie et la Slovénie se qualifièrent. L’Estonie, la Hongrie, la Roumanie et la Slovaquie durent attendre 1994 pour faire leurs débuts.

## Participation
Depuis 1994, l'Estonie a manqué une seule édition du concours : en 1995. Le pays fut alors relégué, à la suite des résultats obtenus l’année précédente. 
Depuis l'instauration des demi-finales, en 2004, l'Estonie a participé à onze finales du concours : en 2009, 2011, 2012, 2013, 2015, 2018, 2019, 2022, 2023 et 2024et 2025.

## Organisation
De 1993 à 2008, les représentants estoniens au concours furent choisis lors d'une sélection nationale appelée Eurolaul (Chanson européenne) et diffusée sur la télévision publique estonienne, l'ETV. À la suite d'une série de mauvais classements, Eurolaul fut supprimée et remplacée par l'Eesti Laul (Chanson estonienne). Depuis 2009, c'est cette sélection nationale qui désigne les représentants estoniens au concours.

## Résultats
L'Estonie a remporté le concours à une reprise, en 2001, avec la chanson Everybody, interprétée par Tanel Padar, Dave Benton et le groupe 2XL. 
Les représentants estoniens étaient un duo formé spécialement pour l’occasion. Dave Benton était originaire d’Aruba, île des Antilles néerlandaises. Il était tombé amoureux lors d’un voyage en Europe et  avait finalement décidé de s’installer en Estonie. Tanel Padar, quant à lui, avait déjà participé au concours, l’année précédente. Il faisait partie des choristes de la chanteuse Ines, qui était alors sa compagne. Le pays devint ainsi la premier territoire anciennement occupé par l'Union soviétique à décrocher le grand prix et Dave Benton, le premier artiste noir à remporter le concours, trente-cinq ans après Milly Scott, la première artiste noire à avoir concouru à l’Eurovision, en 1966.
L'Estonie a en outre terminé à 4reprises, à la troisième place : deux fois en finale, en 2002 et en 2025, et deux fois en demi-finale, en 2009 et en 2015. A contrario, le pays a terminé à la dernière place à une reprise : en demi-finale, en 2016. Il n'a jamais obtenu de nul point.

## Pays hôte

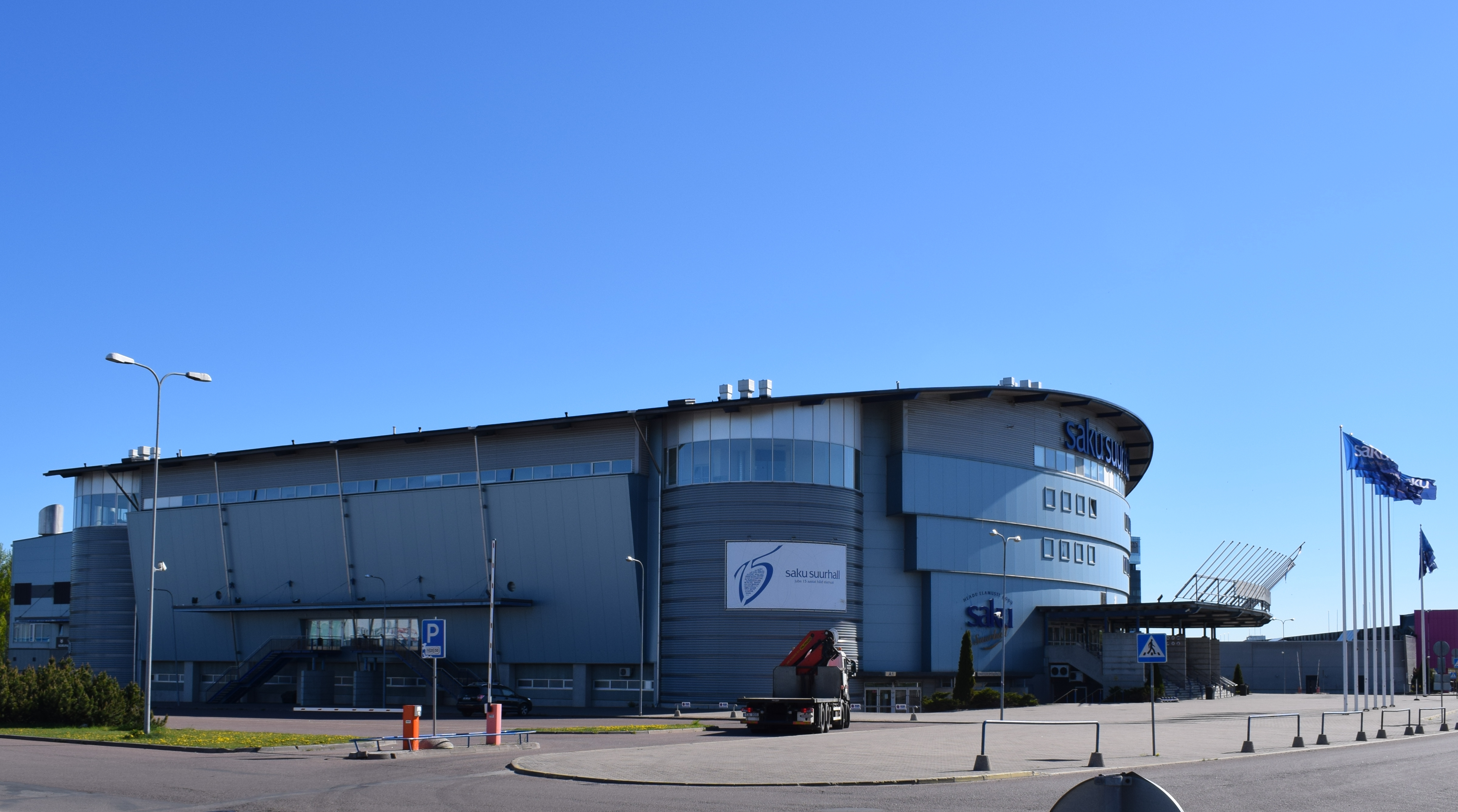
L'Estonie a accueilli le concours au Saku Suurhall de Tallinn, en 2002.

L'Estonie a organisé le concours à une reprise, en 2002. L’évènement se déroula le samedi 25 mai 2002,  au Saku Suurhall, à Tallinn. Les présentateurs de la soirée furent Annely Peebo et Marko Matvere. La télévision publique estonienne rencontra initialement quelques difficultés financières. Celles-ci furent résolues lorsque le gouvernement estonien lui augmenta son budget. En outre, les télévisions publiques suédoise et finlandaise lui apportèrent une aide technique et matérielle supplémentaire. 
Pour la toute première fois, les organisateurs décidèrent de donner un thème particulier au concours, afin de créer un spectacle cohérent dans son ensemble. Ce thème fut repris dans le logo, le décor, les cartes postales et même les habits des présentateurs. Comme l'explicitait le slogan, ce thème fut : « A Modern Fairytale » (« Un conte de fées moderne »). Il s’agissait d’une référence à la victoire surprise du pays au concours, l’année précédente. 

## Faits notables
En 2002, lors de son entrée en scène, la représentante estonienne, Sahlene, se trompa de micro et prit celui d'une de ses choristes. Cette dernière se fit donc entendre bien plus que prévu.

## Représentants
| Édition | Année | Artiste(s)                     | Chanson                                            | Langue(s)                | Traduction française                             | Finale                                                 | Finale                                                 | Demi-finale                                            | Demi-finale                                            |
| Édition | Année | Artiste(s)                     | Chanson                                            | Langue(s)                | Traduction française                             | Place                                                  | Points                                                 | Place                                                  | Points                                                 |
| ------- | ----- | ------------------------------ | -------------------------------------------------- | ------------------------ | ------------------------------------------------ | ------------------------------------------------------ | ------------------------------------------------------ | ------------------------------------------------------ | ------------------------------------------------------ |
| 38e     | 1993  | Janika Sillamaa                | Muretut meelt ja südametuld                        | Estonien                 | Je vis pour ton amour                            |                                                        |                                                        | 05                                                     | 47                                                     |
| 39e     | 1994  | Silvi Vrait                    | Nagu merelaine                                     | Estonien                 | Comme une vague                                  | 24                                                     | 02                                                     |                                                        |                                                        |
| 40e     | 1995  | Relégation en 1995.            | Relégation en 1995.                                | Relégation en 1995.      | Relégation en 1995.                              | Relégation en 1995.                                    | Relégation en 1995.                                    |                                                        |                                                        |
| 41e     | 1996  | Maarja-Liis Ilus & Ivo Linna   | Kaelakee hääl                                      | Estonien                 | Bruit de collier                                 | 05                                                     | 94                                                     | 05                                                     | 106                                                    |
| 42e     | 1997  | Maarja-Liis Ilus               | Keelatud maa                                       | Estonien                 | Pays interdit                                    | 08                                                     | 82                                                     |                                                        |                                                        |
| 43e     | 1998  | Koit Toome                     | Mere lapsed                                        | Estonien                 | Enfants de la mer                                | 12                                                     | 36                                                     |                                                        |                                                        |
| 44e     | 1999  | Evelin Samuel & Camille        | Diamond of Night                                   | Anglais                  | Diamant de la nuit                               | 06                                                     | 90                                                     |                                                        |                                                        |
| 45e     | 2000  | Ines                           | Once in a Lifetime                                 | Anglais                  | Une fois dans la vie                             | 04                                                     | 98                                                     |                                                        |                                                        |
| 46e     | 2001  | Tanel Padar, Dave Benton & 2XL | Everybody                                          | Anglais                  | Tout le monde                                    | 01                                                     | 198                                                    |                                                        |                                                        |
| 47e     | 2002  | Sahlene                        | Runaway                                            | Anglais                  | Enfuis-toi                                       | 03                                                     | 111                                                    |                                                        |                                                        |
| 48e     | 2003  | Ruffus                         | Eighties Coming Back                               | Anglais                  | Les années 80 reviennent                         | 21                                                     | 14                                                     |                                                        |                                                        |
| 49e     | 2004  | Neiokõsõ                       | Tii                                                | Võro                     | Le chemin                                        |                                                        |                                                        | 11                                                     | 57                                                     |
| 50e     | 2005  | Suntribe                       | Let's Get Loud                                     | Anglais                  | Crions fort                                      |                                                        |                                                        | 20                                                     | 31                                                     |
| 51e     | 2006  | Sandra Oxenryd                 | Through My Window                                  | Anglais                  | Par ma fenêtre                                   |                                                        |                                                        | 18                                                     | 28                                                     |
| 52e     | 2007  | Gerli Padar                    | Partners in Crime                                  | Anglais                  | Partenaires dans le crime                        |                                                        |                                                        | 22                                                     | 33                                                     |
| 53e     | 2008  | Kreisiraadio                   | Leto svet                                          | Serbe, finnois, allemand | Lumière d'été                                    |                                                        |                                                        | 18                                                     | 08                                                     |
| 54e     | 2009  | Urban Symphony                 | Rändajad                                           | Estonien                 | Les voyageurs                                    | 06                                                     | 129                                                    | 03                                                     | 115                                                    |
| 55e     | 2010  | Malcolm Lincoln & Manpower 4   | Siren                                              | Anglais                  | Sirène                                           |                                                        |                                                        | 14                                                     | 39                                                     |
| 56e     | 2011  | Getter Jaani                   | Rockefeller Street                                 | Anglais                  | Rue Rockefeller                                  | 24                                                     | 44                                                     | 09                                                     | 60                                                     |
| 57e     | 2012  | Ott Lepland                    | Kuula                                              | Estonien                 | Écoute                                           | 06                                                     | 120                                                    | 04                                                     | 100                                                    |
| 58e     | 2013  | Birgit Õigemeel                | Et uus saaks alguse                                | Estonien                 | Alors ce peut être un nouveau départ             | 20                                                     | 19                                                     | 10                                                     | 52                                                     |
| 59e     | 2014  | Tanja                          | Amazing                                            | Anglais                  | Incroyable                                       |                                                        |                                                        | 12                                                     | 36                                                     |
| 60e     | 2015  | Elina Born & Stig Rästa        | Goodbye to Yesterday                               | Anglais                  | Au revoir à hier                                 | 07                                                     | 106                                                    | 03                                                     | 105                                                    |
| 61e     | 2016  | Jüri Pootsmann                 | Play                                               | Anglais                  | Joue                                             |                                                        |                                                        | 18                                                     | 24                                                     |
| 62e     | 2017  | Koit Toome & Laura             | Verona                                             | Anglais                  | Vérone                                           |                                                        |                                                        | 14                                                     | 85                                                     |
| 63e     | 2018  | Elina Netchayeva               | La Forza                                           | Italien                  | La force                                         | 08                                                     | 245                                                    | 05                                                     | 201                                                    |
| 64e     | 2019  | Victor Crone                   | Storm                                              | Anglais                  | Tempête                                          | 20                                                     | 76                                                     | 04                                                     | 198                                                    |
| 65e     | 2020  | Uku Suviste                    | What Love Is                                       | Anglais                  | Ce qu'est l'amour                                | Concours annulé à la suite de la pandémie de Covid-19. | Concours annulé à la suite de la pandémie de Covid-19. | Concours annulé à la suite de la pandémie de Covid-19. | Concours annulé à la suite de la pandémie de Covid-19. |
| 65e     | 2021  | Uku Suviste                    | The Lucky One                                      | Anglais                  | Le chanceux                                      |                                                        |                                                        | 13                                                     | 58                                                     |
| 66e     | 2022  | Stefan                         | Hope                                               | Anglais                  | Espoir                                           | 13                                                     | 141                                                    | 05                                                     | 209                                                    |
| 67e     | 2023  | ALIKA                          | Bridges                                            | Anglais                  | Ponts                                            | 08                                                     | 168                                                    | 10                                                     | 74                                                     |
| 68e     | 2024  | 5MIINUST & Puuluup             | (nendest) narkootikumidest ei tea me (küll) midagi | Estonien                 | Nous ne savons (vraiment) rien sur (ces) drogues | 20                                                     | 37                                                     | 06                                                     | 79                                                     |
| 69e     | 2025  | Tommy Cash                     | Espresso Macchiato                                 | Italien, anglais         | -                                                | 03                                                     | 356                                                    | 05                                                     | 113                                                    |

- Première place
- Deuxième place
- Troisième place
- Dernière place
- Estonie organisatrice

 Qualification automatique en finale
 Élimination en demi-finale

## Galerie

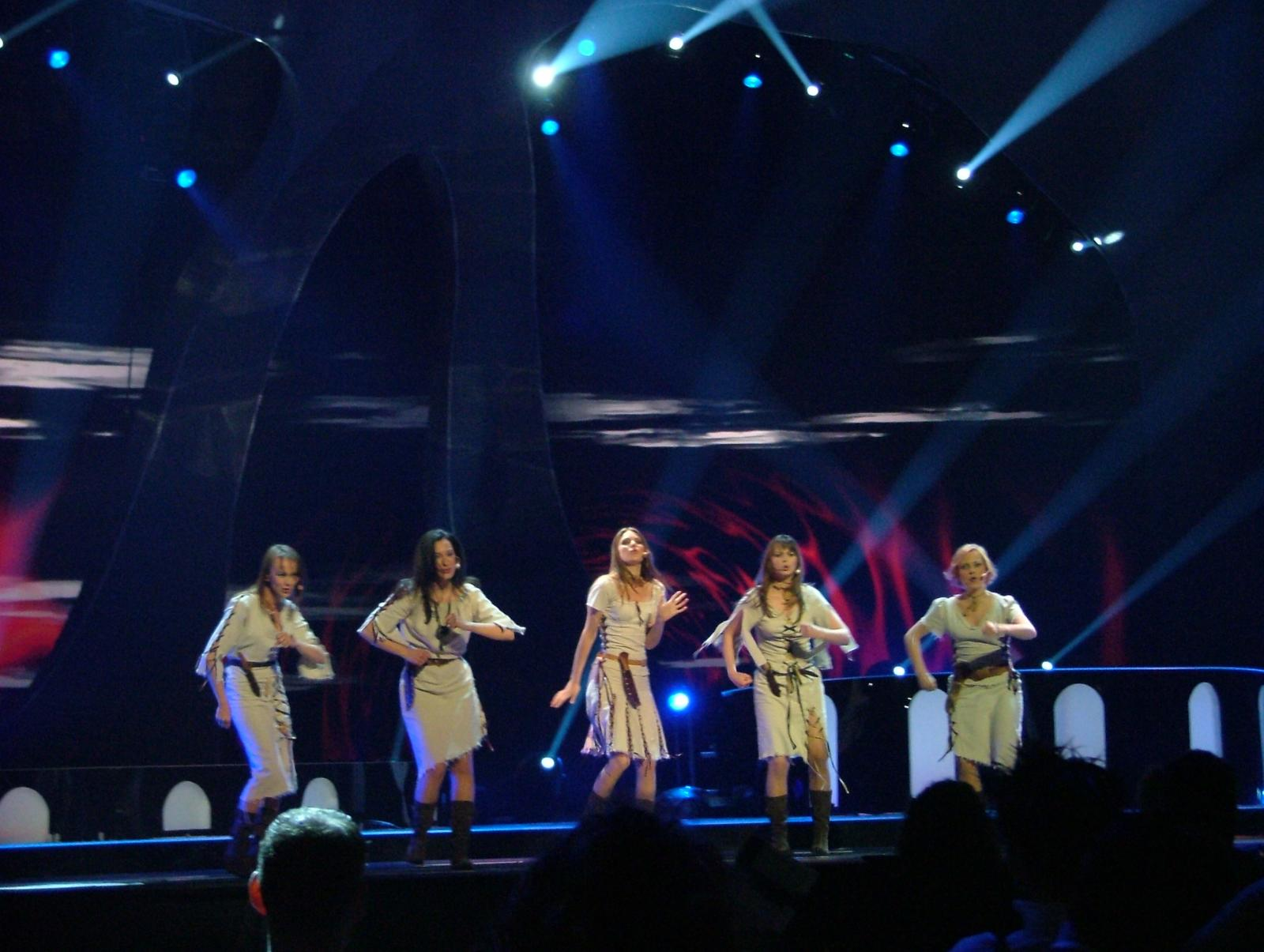
Neiokõsõ à Istanbul (2004)
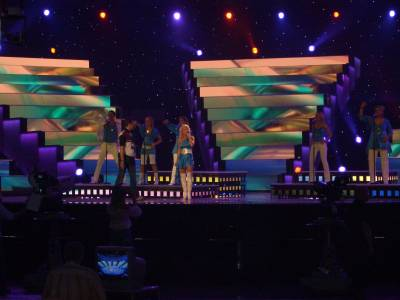
Sandra Oxenryd à Athènes (2006)
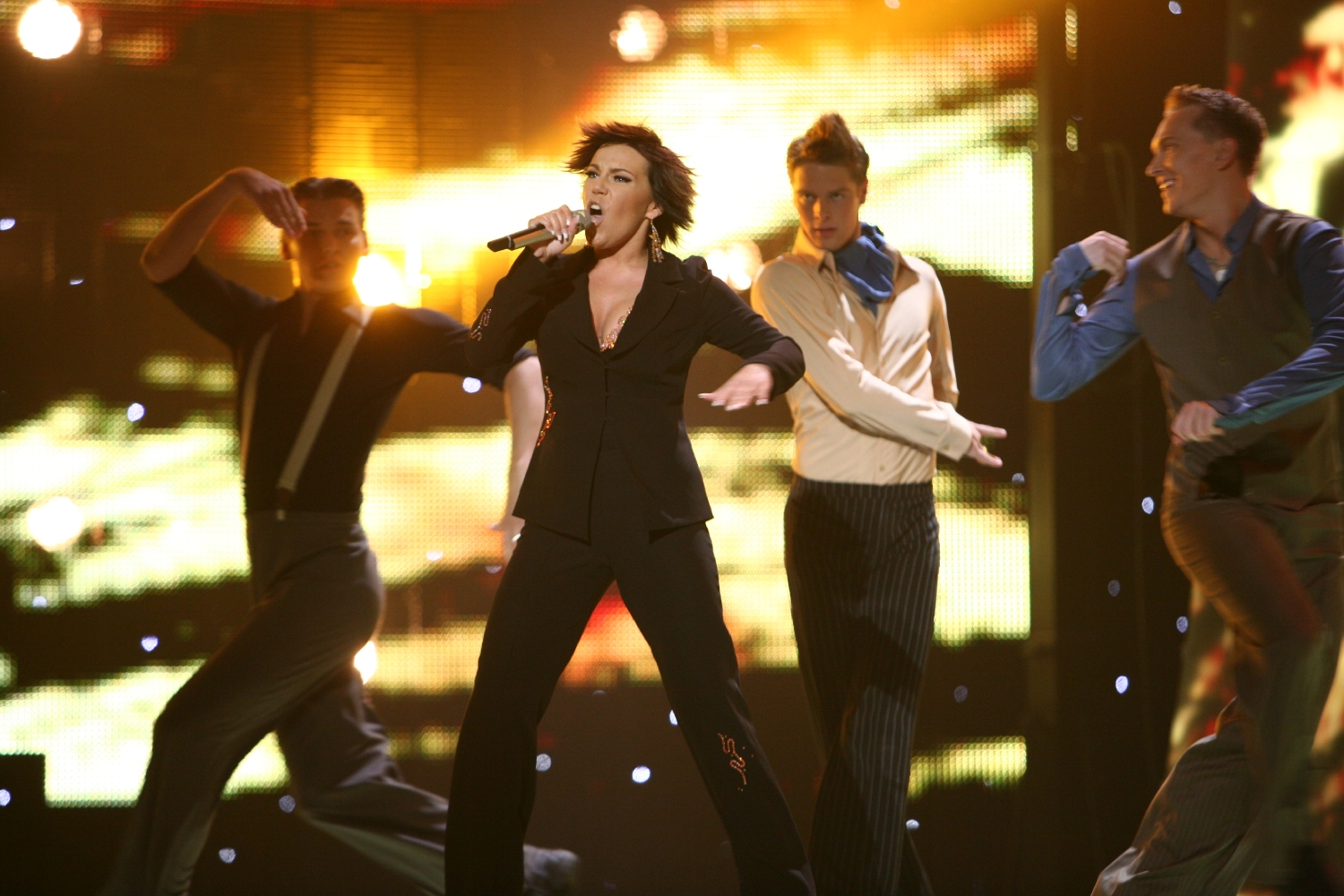
Gerli Padar à Helsinki (2007)
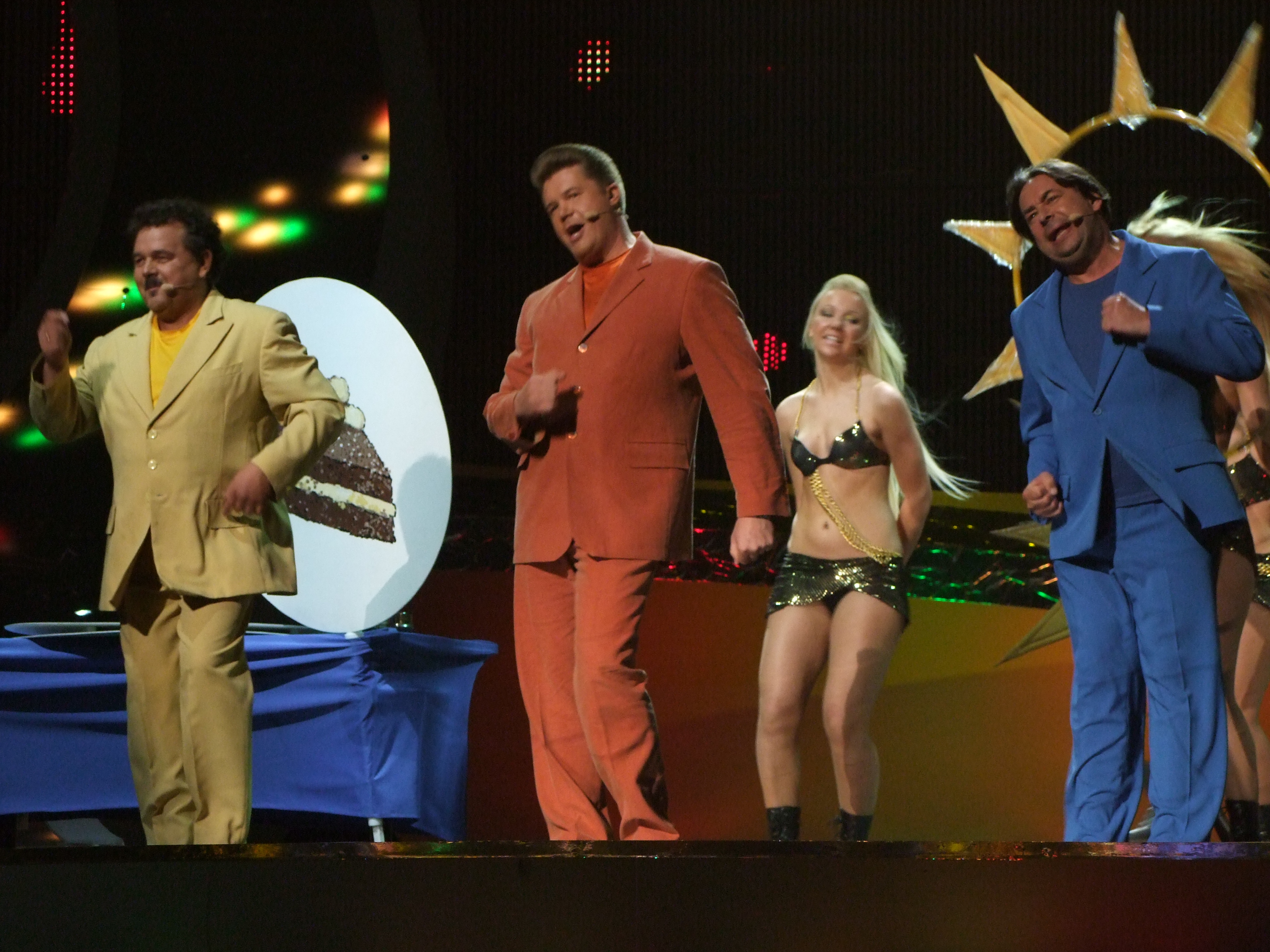
Kreisiraadio à Belgrade (2008)
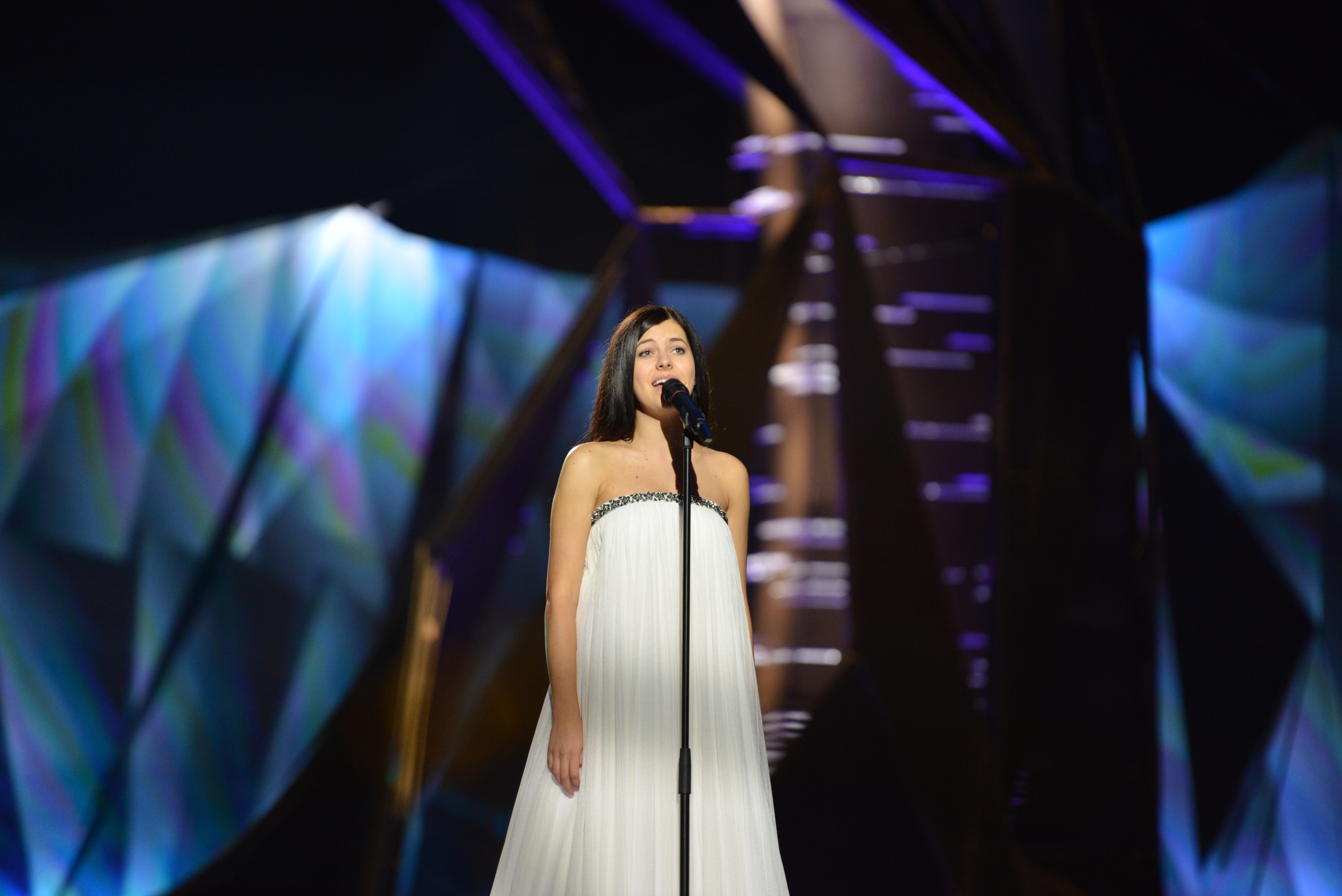
Birgit Õigemeel à Malmö (2013)
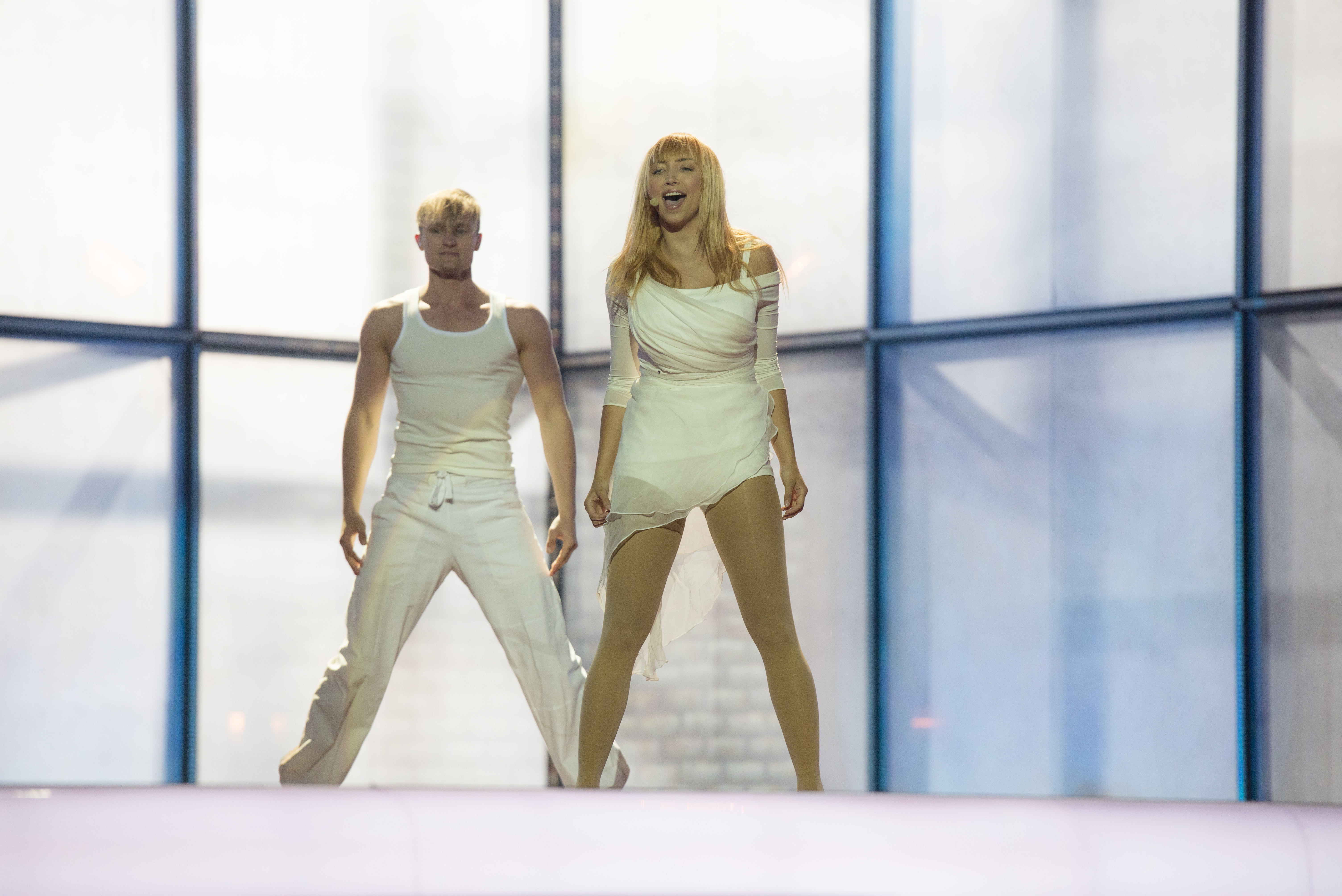
Tanja à Copenhague (2014)
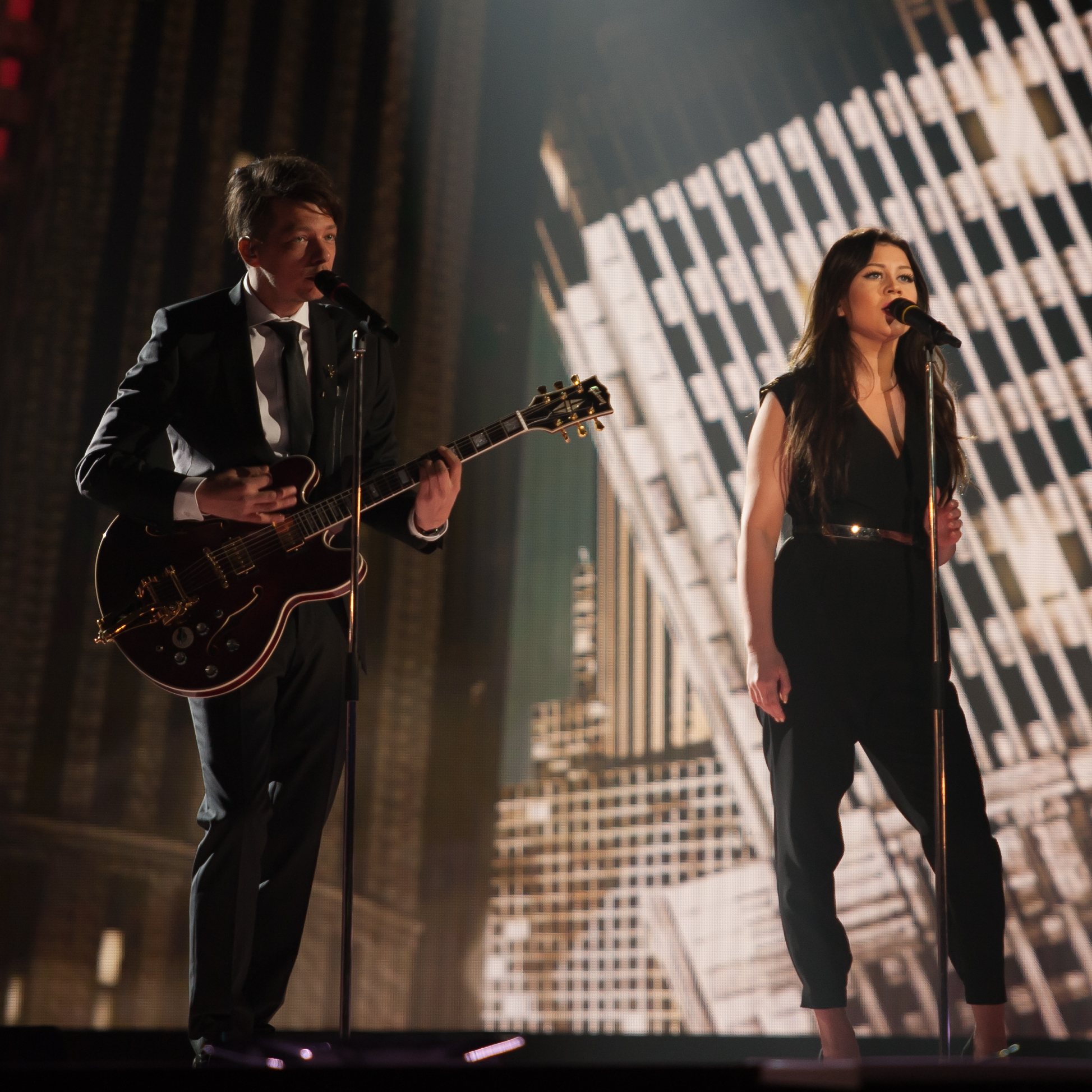
Stig Rästa & Elina Born à Vienne (2015)
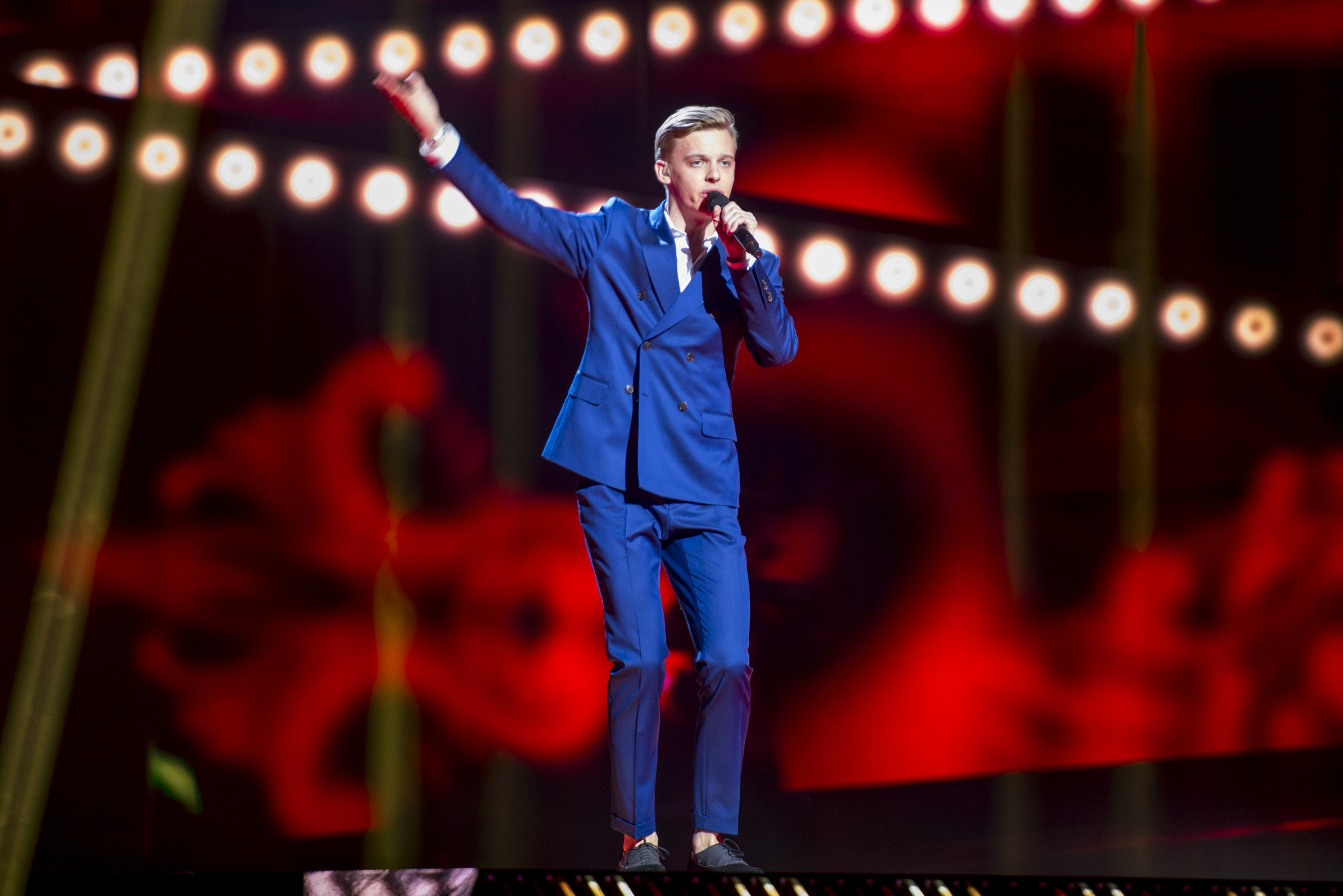
Jüri Pootsmann à Stockholm (2016)
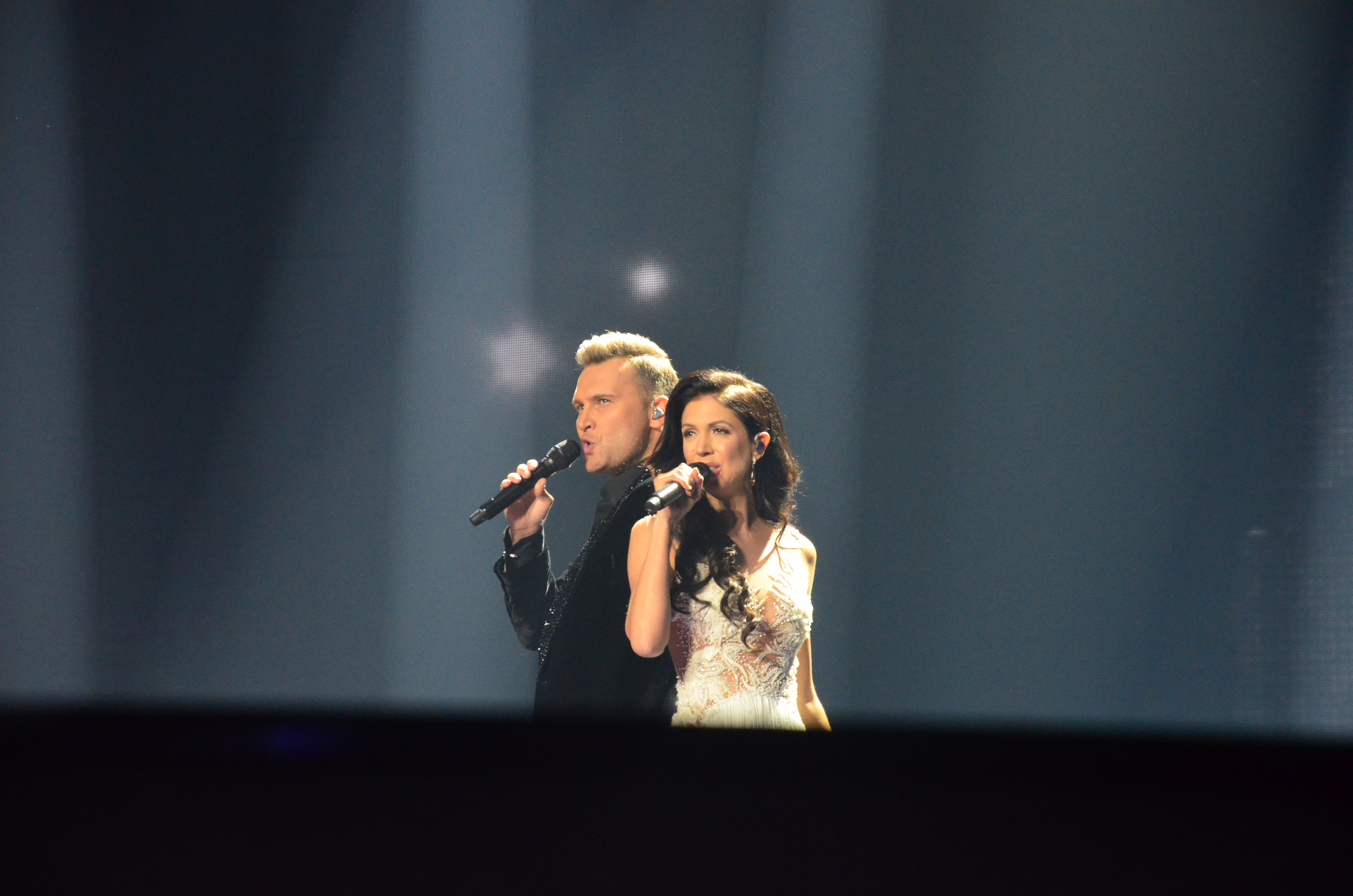
Koit Toome & Laura à Kiev (2017)
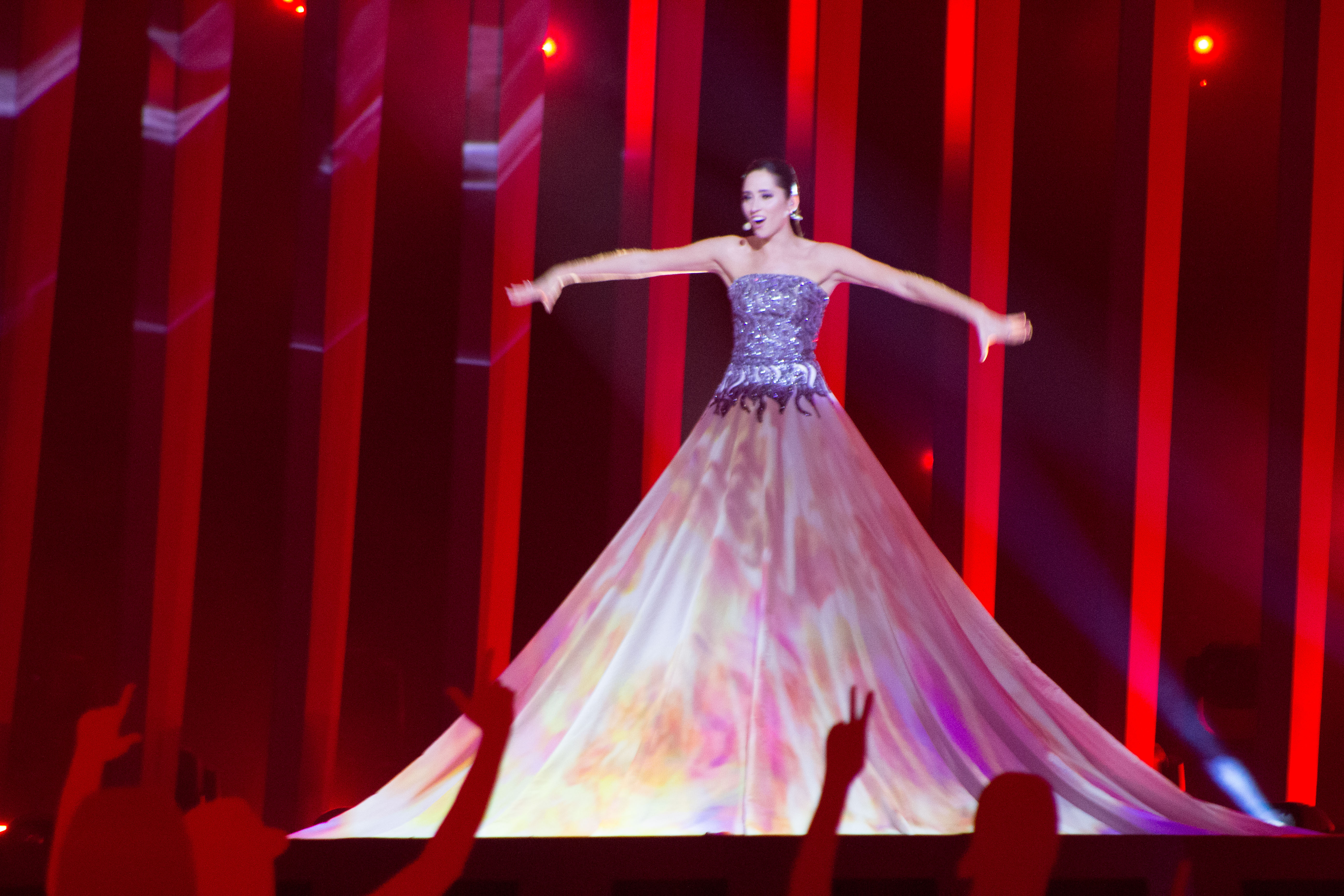
Elina Nechayeva à Lisbonne (2018)
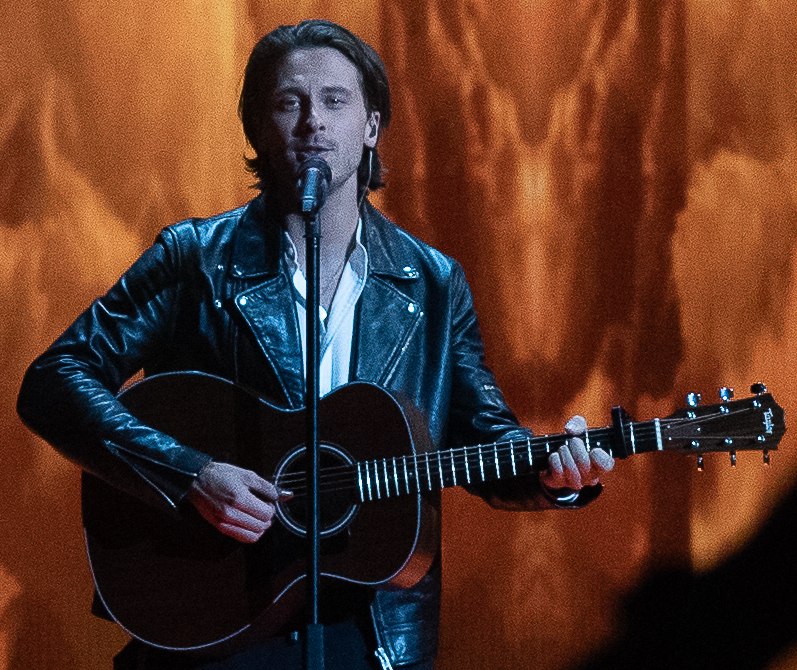
Victor Crone à Tel Aviv (2019)
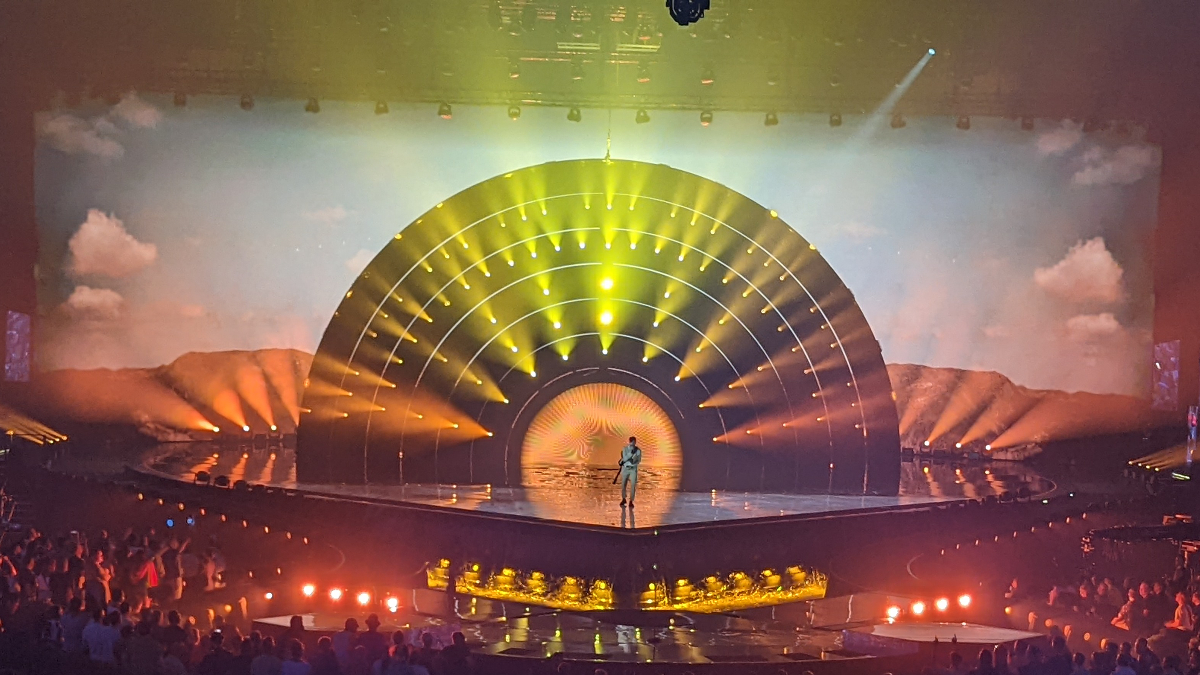
Stefan à Turin (2022)
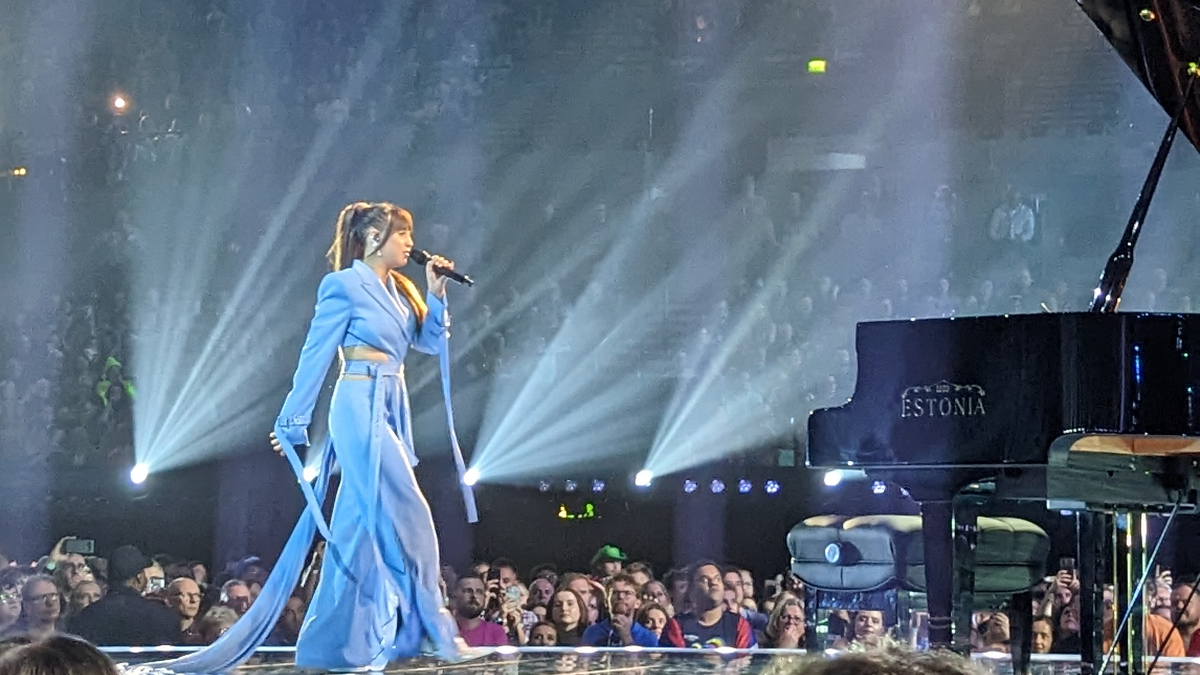
ALIKA à Liverpool (2023)
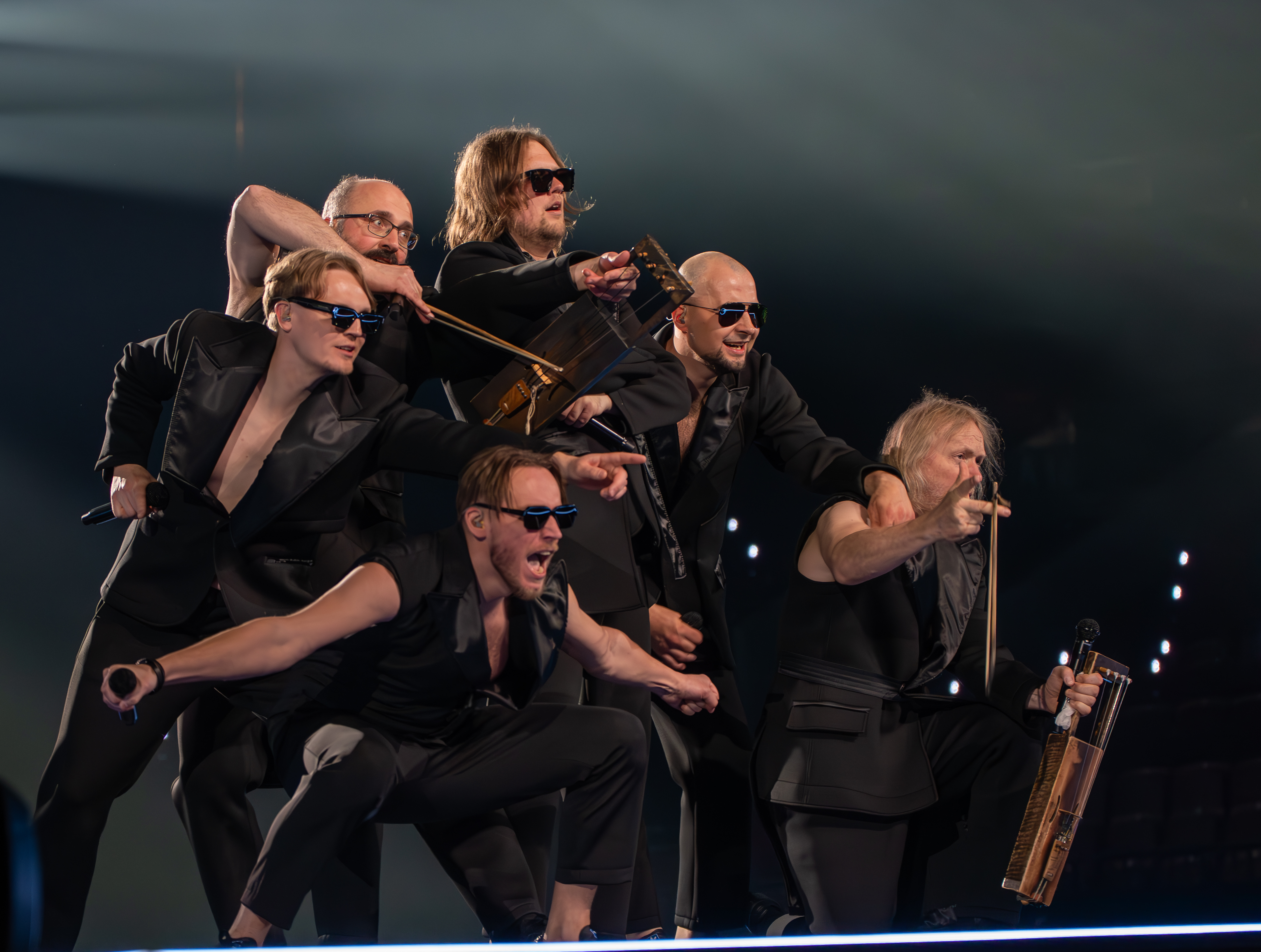
5miinust et Puuluup à Malmö (2024)
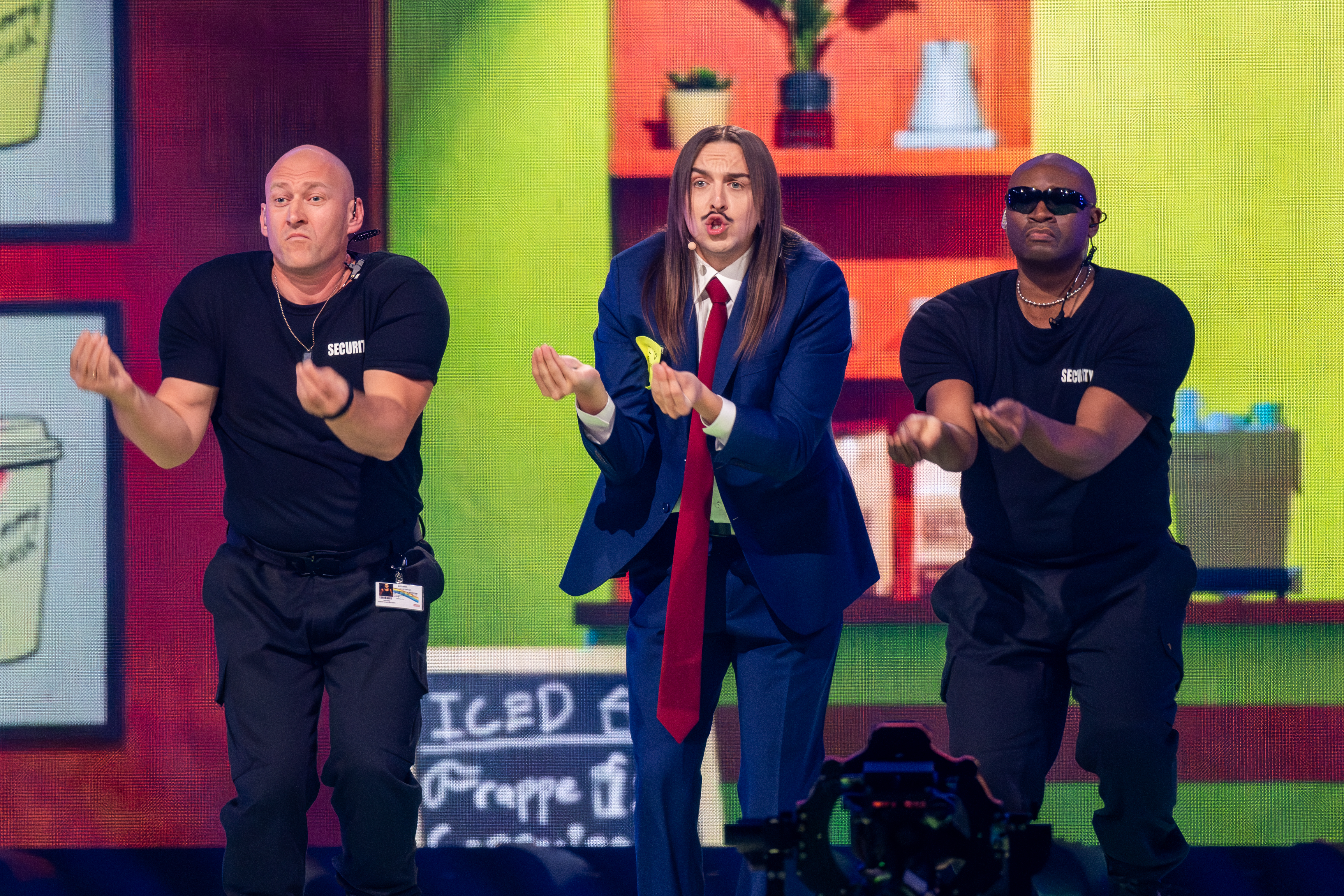
Tommy Cash à Bâle (2025)

## Chefs d'orchestre, commentateurs et porte-paroles
| Année | Chef d'orchestre | Commentateur(s)            | Porte-parole          |
| ----- | ---------------- | -------------------------- | --------------------- |
| 1994  | Urmas Lattikas   | Vello Rand                 | Urve Tiidus           |
| 1995  | relégation       | Jüri Pihel                 | relégation            |
| 1996  | Tarmo Leinatamm  | Jüri Pihel                 | Annika Talvik         |
| 1997  | Tarmo Leinatamm  | Jüri Pihel                 | Helene Tedre          |
| 1998  | Heiki Vahar      | Reet Linna                 | Urve Tiidus           |
| 1999  | -                | Marko Reikop               | Mart Sander           |
| 2000  | -                | Marko Reikop               | Evelin Samuel         |
| 2001  | -                | Marko Reikop               | Ilo-Mai Küttim        |
| 2002  | -                | Marko Reikop               | Ilo-Mai Küttim        |
| 2003  | -                | Marko Reikop               | Ines                  |
| 2004  | -                | Marko Reikop               | Maarja-Liis Ilus      |
| 2005  | -                | Marko Reikop               | Maarja-Liis Ilus      |
| 2006  | -                | Marko Reikop               | Evelin Samuel         |
| 2007  | -                | Marko Reikop               | Laura Põldvere        |
| 2008  | -                | Marko Reikop               | Sahlene               |
| 2009  | -                | Marko Reikop & Olav Osolin | Laura Põldvere        |
| 2010  | -                | Marko Reikop & Sven Lõhmus | Rolf Roosalu          |
| 2011  | -                | Marko Reikop               | Piret Järvis          |
| 2012  | -                | Marko Reikop               | Getter Jaani          |
| 2013  | -                | Marko Reikop               | Rolf Roosalu          |
| 2014  | -                | Marko Reikop               | Lauri Pihlap          |
| 2015  | -                | Marko Reikop               | Tanja                 |
| 2016  | -                | Marko Reikop               | Daniel Levi Viinalass |
| 2017  | -                | Marko Reikop               | Jüri Pootsmann        |
| 2018  | -                | Marko Reikop               | Ott Evestus           |
| 2019  | -                | Marko Reikop               | Kelly Sildaru         |

## Historique de vote
Depuis 1994, l'Estonie a attribué en finale le plus de points à :
| Rang | Pays     | Points |
| ---- | -------- | ------ |
| 1    | Suède    | 253    |
| 2    | Russie   | 187    |
| 3    | Finlande | 161    |
| 4    | Ukraine  | 130    |
| 5    | Norvège  | 116    |
| 6    | Lettonie | 103    |
| 7    | Lituanie | 85     |
| 7    | France   | 85     |
| 9    | Danemark | 81     |
| 10   | Suisse   | 75     |

Depuis 1994, l'Estonie a reçu en finale le plus de points de la part de :
| Rang | Pays        | Points |
| ---- | ----------- | ------ |
| 1    | Lettonie    | 156    |
| 2    | Finlande    | 142    |
| 3    | Lituanie    | 113    |
| 4    | Suède       | 101    |
| 5    | Royaume-Uni | 81     |
| 6    | Irlande     | 79     |
| 7    | Islande     | 73     |
| 7    | Pologne     | 73     |
| 9    | Danemark    | 71     |
| 10   | Slovénie    | 69     |

### 12 Points
Légende
 Vainqueur - L'Estonie a donné 12 points à la chanson victorieuse / L'Estonie a reçu 12 points et a gagné le concours
 2e place - L'Estonie a donné 12 points à la chanson arrivée à la seconde place / L'Estonie a reçu 12 points et est arrivée deuxième
 3e place - L'Estonie a donné 12 points à la chanson arrivée à la troisième place / L'Estonie a reçu 12 points et est arrivée troisième
 Qualifiée - L'Estonie a donné 12 points à une chanson parvenue à se qualifier pour la finale / L'Estonie a reçu 12 points et s'est qualifiée pour la finale
 Non-qualifiée - L'Estonie a donné 12 points à une chanson éliminée durant les demi-finales / L'Estonie a reçu 12 points mais n'est pas parvenue à se qualifier pour la finale
| Année         | Attribués | Attribués                          | Reçus                                                                       | Reçus                              |
| Année         | Finale    | Demi-Finale                        | Finale                                                                      | Demi-Finale                        |
| 1994          | Pologne   | Pas de demi-finales                | Aucun                                                                       | Pas de demi-finales                |
| 1996          | Irlande   | Pas de demi-finales                | Finlande Islande Suède                                                      | Pas de demi-finales                |
| 1997          | France    | Pas de demi-finales                | Italie                                                                      | Pas de demi-finales                |
| 1998          | Suède     | Pas de demi-finales                | Finlande                                                                    | Pas de demi-finales                |
| 1999          | Suède     | Pas de demi-finales                | Aucun                                                                       | Pas de demi-finales                |
| 2000          | Lettonie  | Pas de demi-finales                | Aucun                                                                       | Pas de demi-finales                |
| 2001          | Danemark  | Pas de demi-finales                | Grèce Lettonie Lituanie Malte Pays-Bas Pologne Royaume-Uni Slovénie Turquie | Pas de demi-finales                |
| 2002          | Lettonie  | Pas de demi-finales                | Lettonie Suède                                                              | Pas de demi-finales                |
| 2003          | Russie    | Pas de demi-finales                | Aucun                                                                       | Pas de demi-finales                |
| 2004          | Ukraine   | Ukraine                            | Non qualifiée                                                               | Finlande Lettonie                  |
| 2005          | Suisse    | Suisse                             | Non qualifiée                                                               | Lettonie                           |
| 2006          | Finlande  | Finlande                           | Non qualifiée                                                               | Aucun                              |
| 2007          | Russie    | Lettonie                           | Non qualifiée                                                               | Lettonie                           |
| 2008          | Russie    | Finlande                           | Non qualifiée                                                               | Aucun                              |
| 2009          | Norvège   | Norvège                            | Finlande Slovaquie                                                          | Lettonie                           |
| 2010          | Allemagne | Russie                             | Non qualifiée                                                               | Finlande Lettonie                  |
| 2011          | Suède     | Suède                              | Aucun                                                                       | Aucun                              |
| 2012          | Suède     | Suède                              | Aucun                                                                       | Portugal Suède                     |
| 2013          | Russie    | Danemark                           | Aucun                                                                       | Aucun                              |
| 2014          | Pays-Bas  | Pays-Bas                           | Non qualifiée                                                               | Aucun                              |
| 2015          | Russie    | Hongrie                            | Aucun                                                                       | Espagne                            |
| 2016 Jury     | Suède     | Pays-Bas                           | Non qualifiée                                                               | Aucun                              |
| 2016 Télévote | Russie    | Russie                             | Non qualifiée                                                               | Finlande                           |
| 2017 Jury     | Bulgarie  | Bulgarie                           | Non qualifiée                                                               | Aucun                              |
| 2017 Télévote | Belgique  | Roumanie                           | Non qualifiée                                                               | Lituanie                           |
| 2018 Jury     | Autriche  | Autriche                           | Macédoine Moldavie Portugal                                                 | Suisse                             |
| 2018 Télévote | Lituanie  | Finlande                           | Finlande Lituanie                                                           | Finlande Lituanie Portugal         |
| 2019 Jury     | Suède     | Tchéquie                           | Aucun                                                                       | Biélorussie                        |
| 2019 Télévote | Russie    | Finlande                           | Aucun                                                                       | Belgique Portugal                  |
| 2021 Jury     | Suisse    | Suisse                             | Non qualifiée                                                               | Aucun                              |
| 2021 Télévote | Finlande  | Moldavie                           | Non qualifiée                                                               | Aucun                              |
| 2022 Jury     | Suède     | Suède                              | Aucun                                                                       | Aucun                              |
| 2022 Télévote | Ukraine   | Finlande                           | Arménie                                                                     | Finlande                           |
| 2023 Jury     | Suède     | Pas de vote du jury en demi-finale | Lettonie                                                                    | Pas de vote du jury en demi-finale |
| 2023 Télévote | Finlande  | Australie                          | Aucun                                                                       | Aucun                              |
| 2024 Jury     | Suisse    | Pas de vote du jury en demi-finale | Aucun                                                                       | Pas de vote du jury en demi-finale |
| 2024 Télévote | Ukraine   | Lettonie                           | Lettonie                                                                    | Lettonie                           |
| 2025 Jury     | Suisse    | Pas de vote du jury en demi-finale | Aucun                                                                       | Pas de vote du jury en demi-finale |
| 2025 Télévote | Suède     | Suède                              | Arménie Croatie Lettonie Malte Serbie                                       | Croatie                            |